# Grand Prix de Denain
Grand Prix de Denain – klasyczny wyścig kolarski rozgrywany w północnej Francji w regionie Nord-Pas-de-Calais, co roku w kwietniu. Od 2005 roku należy do cyklu UCI Europe Tour, w którym obecnie ma kategorię 1.HC.
Wyścig odbył się po raz pierwszy w roku 1959 i organizowany jest co rok. Rekordzistą pod względem ilości zwycięstw jest Francuz Jimmy Casper, który czterokrotnie triumfował w tym wyścigu.

## Lista zwycięzców
Opracowano na podstawie:
| Rok  | Pierwsze               | Drugie                 | Trzecie                  |          |
| ---- | ---------------------- | ---------------------- | ------------------------ | -------- |
| 1959 | Seamus Elliott         | Marcel Beckaert        | Jean Stablinski          |          |
| 1960 | Gabriel Borra          | Louis Proost           | Maurice Joosen           |          |
| 1961 | Arthur Decabooter      | Roger Baens            | Marcel Ongenae           |          |
| 1962 | Julien Schepens        | Willy Raes             | Willy Truye              |          |
| 1963 | Gustaaf De Smet        | Édouard Delberghe      | Benoni Beheyt            |          |
| 1964 | Michael Wright         | Frans Verbeeck         | Bernard Van De Kerckhove |          |
| 1965 | Ludo Janssens          | Willy Van Den Eynde    | Frans Verbeeck           |          |
| 1966 | Herman Vrancken        | Martin Van Den Bossche | Constant Jongen          |          |
| 1967 | José Samyn             | Jacques Boudringhin    | Eddy Van Audenaerde      |          |
| 1968 | Jean Stablinski        | Barry Hoban            | Herman Decan             |          |
| 1969 | Joseph Mathy           | Daniel Van Ryckeghem   | Fernand Hermie           |          |
| 1970 | Christian Callens      | Émile Bodart           | José Catieau             |          |
| 1971 | André Dierickx         | Herman Vrijders        | Frans Verhaegen          |          |
| 1972 | Gustaaf Van Roosbroeck | Jozef Abelshausen      | Rudy De Groote           |          |
| 1973 | Marc Demeyer           | Englebert Opdebeeck    | Dirk Baert               |          |
| 1974 | Willy Teirlinck        | José De Cauwer         | Eddy Verstraeten         |          |
| 1975 | Roger Loysch           | Jozef Abelshausen      | André Dierickx           |          |
| 1976 | Walter Planckaert      | Robert Mintkiewicz     | Eric Jacques             |          |
| 1977 | Robert Mintkiewicz     | Serge Vandaele         | Albert Van Vlierberghe   |          |
| 1978 | Frank Hoste            | Jos Jacobs             | Gustaaf Van Roosbroeck   |          |
| 1979 | Jean-Philippe Pipart   | Frits Pirard           | Johan Alberts            |          |
| 1980 | Léo Van Thielen        | Jean-Philippe Pipart   | Roger Vershaeve          |          |
| 1981 | Ferdi Van Den Haute    | Eric Van De Wiele      | Dirk Baert               |          |
| 1982 | Eddy Vanhaerens        | Alain Desaever         | Ronny Van Holen          |          |
| 1983 | Paul Sherwen           | William Tackaert       | Didier Vanoverschelde    |          |
| 1984 | Yves Godimus           | Claude Criquielion     | Willy Vigouroux          |          |
| 1985 | Patrick Versluys       | Jean-Louis Gauthier    | Pierre Le Bigaut         |          |
| 1986 | Bruno Wojtinek         | Johan Capiot           | Christophe Lavainne      |          |
| 1987 | Bruno Wojtinek         | Eddy Planckaert        | Jan Bogaert              |          |
| 1988 | Pascal Poisson         | Michel Vermote         | Thierry Marie            |          |
| 1989 | Edwig Van Hooydonck    | Thierry Marie          | Franck Boucanville       |          |
| 1990 | Frédéric Moncassin     | Peter Pieters          | Paul Popp                |          |
| 1991 | Frédéric Moncassin     | Martin Schalkers       | Thierry Laurent          |          |
| 1992 | Edwig Van Hooydonck    | Philippe Casado        | Hervé Henriet            |          |
| 1993 | Marcel Wüst            | Johan Capiot           | Michel Zanoli            |          |
| 1994 | Jans Koerts            | Lars Michaelsen        | Brian Holm               |          |
| 1995 | Jo Planckaert          | Michel Zanoli          | Thierry Gouvenou         |          |
| 1996 | Ján Svorada            | Michel Cornelisse      | Emmanuel Magnien         |          |
| 1997 | Ludo Dierckxsens       | Henk Vogels            | Stuart O’Grady           |          |
| 1998 | Jaan Kirsipuu          | Jeroen Blijlevens      | Frédéric Moncassin       |          |
| 1999 | Jeroen Blijlevens      | Jaan Kirsipuu          | Niko Eeckhout            |          |
| 2000 | Endrio Leoni           | Thor Hushovd           | Leonardo Guidi           |          |
| 2001 | Jaan Kirsipuu          | Davide Casarotto       | Frédéric Guesdon         |          |
| 2002 | Alberto Vinale         | Frédéric Finot         | Damien Nazon             |          |
| 2003 | Bert Roesems           | Enrico Poitschke       | Thomas Voeckler          |          |
| 2004 | Thor Hushovd           | Mark Scanlon           | Nico Sijmens             |          |
| 2005 | Jimmy Casper           | Mark Renshaw           | Lloyd Mondory            |          |
| 2006 | Jimmy Casper           | Nico Mattan            | Hans Dekkers             |          |
| 2007 | Sébastien Chavanel     | Mark Renshaw           | Eric Baumann             |          |
| 2008 | Edvald Boasson Hagen   | Jimmy Casper           | Jimmy Engoulvent         |          |
| 2009 | Jimmy Casper           | Matthew Goss           | Denis Flahaut            |          |
| 2010 | Denis Flahaut          | Florian Vachon         | Enrico Rossi             |          |
| 2011 | Jimmy Casper           | Romain Feillu          | Aidis Kruopis            |          |
| 2012 | Juan José Haedo        | Alex Rasmussen         | Andrea Guardini          |          |
| 2013 | Arnaud Démare          | Bryan Coquard          | Nacer Bouhanni           |          |
| 2014 | Nacer Bouhanni         | Matteo Pelucchi        | Francesco Chicchi        |          |
| 2015 | Nacer Bouhanni         | Boris Vallée           | Rudy Barbier             |          |
| 2016 | Daniel McLay           | Thomas Boudat          | Kenny Dehaes             |          |
| 2017 | Arnaud Démare          | Nacer Bouhanni         | Juan Sebastián Molano    |          |
| 2018 | Kenny Dehaes           | Hugo Hofstetter        | Julien Duval             |          |
| 2019 | Mathieu van der Poel   | Marc Sarreau           | Timothy Dupont           |          |
| 2020 | odwołany               | odwołany               | odwołany                 | odwołany |
| 2021 | Jasper Philipsen       | Jordi Meeus            | Ben Swift                |          |
| 2022 | Max Walscheid          | Dries De Bondt         | Adrien Petit             |          |
| 2023 | Juan Sebastián Molano  | Tim van Dijke          | Timo Kielich             |          |
| 2024 | Jannik Steimle         | Ceriel Desal           | Dries Van Gestel         |          |
| 2025 | Matthew Brennan        | Gianni Vermeersch      | Dries De Bondt           |          |